# Akersloot
Akersloot è una località olandese situata nel comune di Castricum, nella provincia dell'Olanda Settentrionale. Fu un comune autonomo fino al 2002.